# كاستور وبولوكس

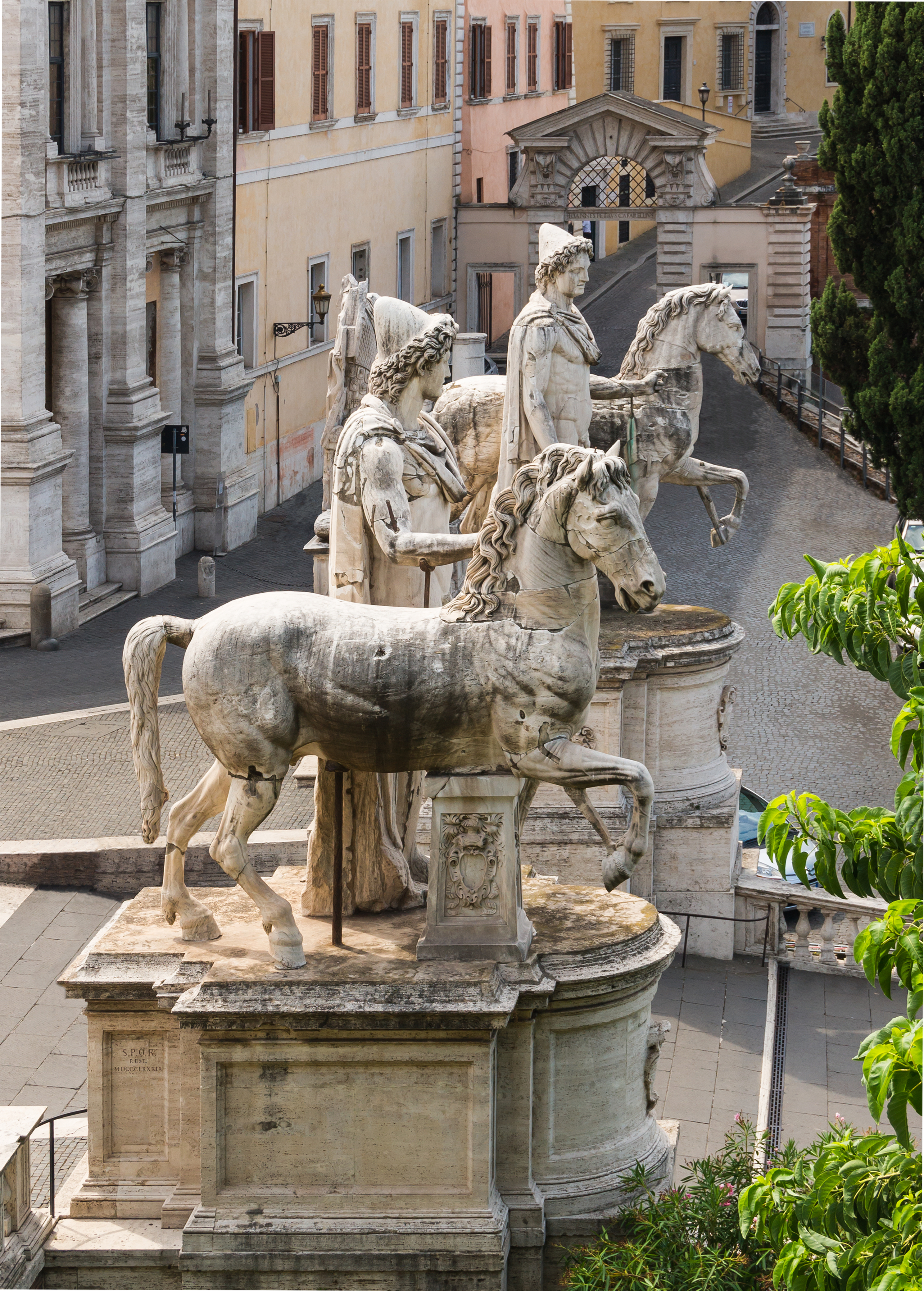
تمثالين يمثلان كاستور وبولوكس في روما في إيطاليا

كاستور وبولوكس هم آلهة أشقاء توأم في الميثولوجيتين الإغريقية والميثولوجيا الرومانية كانا يعرفان باسم ديوسكوري والدتهم هي إليذا في حين أن والد كاستور هو تينداريوس ملك إسبرطة بينما بولوكس هو ابن زيوس بعد أن تمكن من إغواء ليدا بعد أن ظهر لها بشكل بجعة وقد ذكر أنهم ولدوا في بيضة مع شقيقاتهن هيلين الطروادية وكليتيمنيسيترا. في المعتقدات اللاتينية تم وضع كل من كاستور وبولوكس رمز لبرج الجوزاء. بعد مقتل كاستور طلب بولوكس من زيوس أن يتركه يخلد معه وثم تحولوا بعد هذا إلى توأمان تم تقديسهم بعد ذلك كرعاة للبحارين وقد كان يتم ربط حوادث شرر القديس إلمو بهم، كان أحياناً يطلق عليهم أيضاً تينداريداي و تينداريدس نسبةً لوالدهم تينداريوس.